# Aneura incurvata
Aneura incurvata là một loài rêu trong họ Aneuraceae. Loài này được Lindb. Stephani mô tả khoa học đầu tiên năm 1899.